# Ilon's Wonderland
Ilon's Wonderland (Ests: Iloni Imedemaa) is een museum en themapark gelegen in de Estse stad Haapsalu. Het museum is gewijd aan de werken van Ilon Wikland, de gerenommeerde illustrator van Astrid Lindgrens kinderboeken. Het bevindt zich in een gebouw met drie verdiepingen, voorzien van een galerij, bioscoop, tentoonstellingshal, speelkamer en keuken. In het zomerseizoen gaat het tuin gebied met themapark en een ambachtelijke werkplaats open. De beheerder van het museum is de organisatie Haapsalu en Läänemaa-museums.
Ants Laikmaa huismuseum · Ests spoorweg- en communicatiemuseum · Ilon's Wonderland · Kasteel Haapsalu ·  Stadhuis van Haapsalu